# Chytroglossa paulensis
Chytroglossa paulensis là một loài thực vật có hoa trong họ Lan. Loài này được Edwall mô tả khoa học đầu tiên năm 1903.